# 399 a.C.

## Eventos
- Cneu Genúcio Augurino, Lúcio Atílio Prisco, Marco Pompônio Rufo, Caio Duílio Longo, Marco Vetúrio Crasso Cicurino e Volerão Publílio Filão, tribunos consulares em Roma. Com exceção de Marco Vetúrio, eram todos plebeus.

## Mortes
- Sócrates, o filósofo grego (n. 469 a.C.), é condenado à morte por envenenamento, por ensinar heresias.